# Gobar Gada
Gobar Gada – gaun wikas samiti we wschodniej części Nepalu w strefie Sagarmatha w dystrykcie Saptari. Według nepalskiego spisu powszechnego z 2001 roku liczył on 248 gospodarstw domowych i 1702 mieszkańców (791 kobiet i 911 mężczyzn).